# Pieve Santo Stefano
Pieve Santo Stefano (La Piève in dialetto locale, e anticamente Suppetia) è un comune italiano di 2 973 abitanti della Valtiberina, nella provincia di Arezzo.

## Geografia fisica
(Giosuè Carducci - "Agli amici della valle Tiberina" (Giambi ed epodi))
Con i suoi 155 chilometri quadrati è per estensione il terzo comune della provincia di Arezzo.
Confina a nord con il comune romagnolo di Verghereto, ad ovest con i comuni di Chiusi della Verna e Caprese Michelangelo, ad est con quello di Badia Tedalda e a sud con quelli di Anghiari e Sansepolcro. Il nucleo storico si insedia su un bacino naturale tracciato dalla confluenza del fiume Tevere e del torrente Ancione, a 433 metri di altitudine, e si divide principalmente in quattro "Rioni": Centropaese, Ponte Vecchio, Ponte Nuovo e Rialto.
- Classificazione sismica: zona 2 (sismicità medio-alta), Ordinanza PCM 3274 del 20/03/2003
- Classificazione climatica: zona E, 2297 GR/G
- Diffusività atmosferica: media, Ibimet CNR 2002
- Dati:https://www.sir.toscana.it/

| Mese               | Mesi | Mesi | Mesi | Mesi | Mesi | Mesi | Mesi | Mesi | Mesi | Mesi | Mesi | Mesi | Stagioni | Stagioni | Stagioni | Stagioni | Anno |
| Mese               | Gen  | Feb  | Mar  | Apr  | Mag  | Giu  | Lug  | Ago  | Set  | Ott  | Nov  | Dic  | Inv      | Pri      | Est      | Aut      | Anno |
| ------------------ | ---- | ---- | ---- | ---- | ---- | ---- | ---- | ---- | ---- | ---- | ---- | ---- | -------- | -------- | -------- | -------- | ---- |
| T. max. media (°C) | 8,8  | 9,8  | 13,4 | 17,5 | 21,9 | 26,0 | 29,2 | 29,1 | 25,8 | 20,3 | 14,8 | 10,0 | 9,5      | 17,6     | 28,1     | 20,3     | 18,9 |
| T. min. media (°C) | −1,9 | −1,1 | 2,0  | 5,3  | 8,9  | 12,1 | 14,6 | 14,3 | 11,9 | 8,0  | 3,3  | −0,4 | −1,1     | 5,4      | 13,7     | 7,7      | 6,4  |

## Origini del nome
L'antico toponimo Suppetia viene tradizionalmente fatto derivare dalla voce del verbo latino suppeditare ("rifornire"), facendo riferimento al primo insediamento romano stabilitosi presso la confluenza dei fiumi Tevere ed Ancione, al fine di spedire a Roma via Tevere il legname proveniente dalla Massa Trabaria. Le fondamenta delle piscine o vasche di fluitazione nominate da Plino il Vecchio nell'Historia Naturalis (L.3,C.5) sono tuttora esistenti presso il ponte di Valsavignone e quello di Formole.

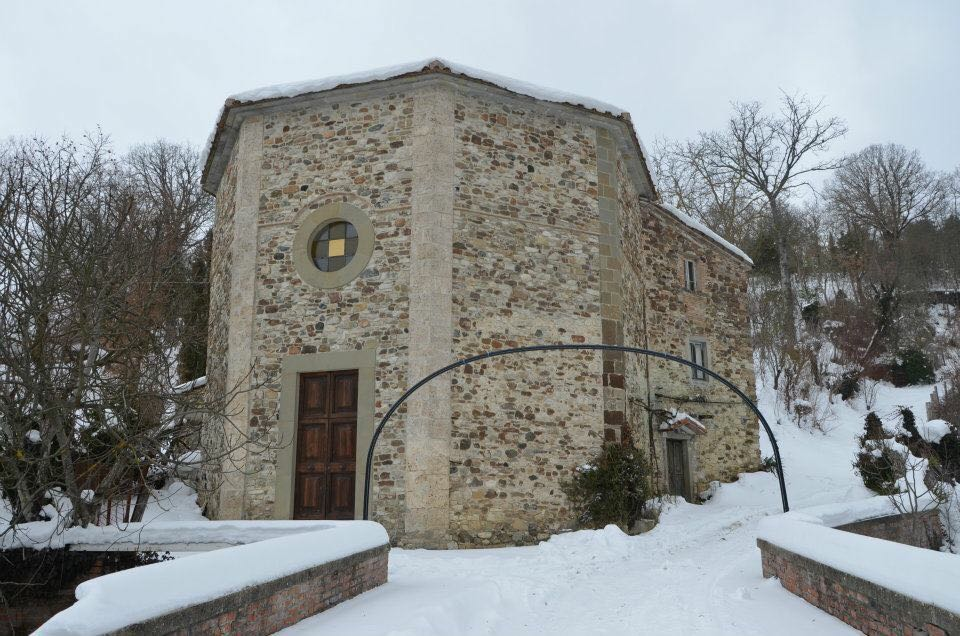
Tempietto ottagono di Santa Maria del Colledestro

Un'altra versione fa risalire la ragione del toponimo Sulpitia (invece che Suppetia) a un’inscrizione su una lapide, dissotterrata il 10 agosto del 1636 durante il restauro del tempietto ottagono del Colledestro, la quale informava esservi edificato in quello stesso luogo da Publio Sulpicio e dalla moglie Cellina un tempio per il culto del dio del Tevere e delle sue ninfe. Se ne deriva dunque Sulpitia quale possedimento della famiglia romana Sulpicia.
Nell'"Historia longobardorum" di Paolo Diacono (VIII secolo) Suppetia prende il nome di Verona (Oppidum quod Verona appellatur), e il suo territorio Massa Verona (da Teverona, per aferesi, secondo Giovanni Sacchi).
La prima menzione della "Pieve di Santo Stefano" si ha in un privilegio del pontefice Innocenzo III (1198).
Il Trattato dell’origine ed antichità delle città e castelli di Francesco Alamanni fa risalire il cambio del toponimo a un miracolo operato dal protomartire, a vantaggio di un ricco cittadino, similmente chiamato Stefano, prossimo ad annegare nelle acque del fiume Tevere.
Dall'XI al XIII secolo assume i toponimi temporanei di Castelfranco e Castel San Donato.

## Storia

### Dalla preistoria aSuppetia
Ritrovamenti presso i siti de' La Consuma e del Poggiolo della Madonnuccia testimoniano una presenza dell’uomo nel territorio sin dal neolitico e dall'Età del Bronzo, mentre di epoca etrusca sono quelli del sito archeologico di Tizzano.
In epoca romana diventa un importante centro di raccolta e spedizione del legname proveniente dai boschi della Massa Trabaria, inviati a Roma tramite fluitazione, e impiegati nella costruzione di edifici civili, religiosi e di imbarcazioni. Si diffondono in grande numero piccoli insediamenti, vici e fattorie, localizzati principalmente nella parte sud del comune.
Il primo nucleo abitativo prende il nome di Suppetia, o Sulpitia. Di costruzione romana sono i ponti sul fiume Tevere, di cui restano esigue tracce al Pozzale, a Formole (Forum Murli) e a Sigliano. Su quest’ultimo, edificato in cinque arcate sotto Livio il Salinatore (III sec. a.C.) lungo la principale delle sei arterie dell’epoca, l'Ariminensis, che collegava Arezzo con Rimini, transita la V corte comandata da Marco Antonio, dirottata da Cesare su Arezzo dopo il passaggio del Rubicone (49 a.C.).

### Epoca medievale

#### DaCastello di VeronaaCastelfranco
Sotto il regno di Liutprando i longobardi si impossessano della regione, estendendo l’arimannia aretina fino a Montedoglio e a Suppetia, che sotto il loro dominio viene eletta Viscontado con il nome di Castello di Verona, e Massa Verona quello del suo territorio.
Ottone I di Sassonia, divenuto Re d’Italia (951) e Imperatore del Sacro Romano Impero (962), affida a Goffredo D’Ildebrando il Viscontado della Massa Verona, come ribadito nel privilegio emesso ad Ostia nel dicembre del 967.
La famiglia comitale di Montedoglio, di cui Goffredo rappresenta il capostipite, esercita il governo del Viscontado per due secoli, fino a dotare il Castello di Verona, con la contessa Matilde di Pier Simoncione, della prima cerchia di mura (lungo le attuali via Arezzo e via Antiche Prigioni), un cassero e un palazzo del governatore. Per favorirne il popolamento promuove una politica di esenzioni e privilegi, mutando così il toponimo in Castelfranco. Al momento della morte, ne nomina nuovo padrone l’arciprete, coadiuvato da un consiglio di dodici popolani.

#### DaCastel San Donatoai Tarlati
Nel 1217, durante la sua terza peregrinazione al Monte Verna, Francesco d’Assisi è ospite della famiglia Mercanti nel castello della Pieve di Santo Stefano, e poi della famiglia Beccherini, in Castelnuovo. L’arcipretura, su petizione popolare, dona al frate il convento di Cerbaiolo, che diventa nel 1218 dimora dei frati minori francescani, tra i quali Antonio da Padova.
Nel XIII secolo il castello della Pieve subisce ripetute scorrerie e guasti da parte di Borgo Sansepolcro, così da risolvere l’arciprete Benvenuto a consegnare il paese al protettorato del comune di Arezzo (1255). Ciò nonostante viene nuovamente assalito e rovinato, dai biturgensi (nel 1257 e nel 1263) e dai fiorentini (1259), inducendo i rappresentanti del popolo a chiedere questa volta protezione, con un atto di commendatio collettiva, al potente vescovo d’Arezzo, Guglielmino Ubertini. In un patto siglato a Bibbiena il 29 ottobre del 1264, l'Ubertini si fa padrone di Pieve Santo Stefano, si impegna a dotarla di fortificazioni e a costruire un nuovo e più robusto castello, assegnandole il nuovo toponimo di Castel San Donato, in onore del patrono di Arezzo.
Nel 1269 Borgo Sansepolcro, con la partecipazione dei perugini, attacca e danneggia severamente Castel San Donato, saccheggiandone il contado. Arezzo interviene assediando Borgo Sansepolcro, che capitola, e nella pace stipulata con gli aretini il 30 settembre del 1269 si obbliga a ricostruire l’abitato del Castello della Pieve di Santo Stefano, che nel documento riguadagna il vecchio toponimo.
Caduto l’Ubertini nella Battaglia di Campaldino (1289), Uguccione della Faggiuola ne eredita la signoria su Arezzo e le sue province, che riconquista dopo il caos seguito a quella battaglia. Nel 1310 il potere passa ai Tarlati di Pietramala, prima con Guido, vescovo d’Arezzo, poi con il fratello Pier Saccone e il nipote Maso Tarlati, detto Tasano. Durante il loro governo viene fabbricata una nuova piazza (le odierne piazza Santo Stefano e piazza Fanfani) con nuove abitazioni intorno. Il tutto è cinto da una seconda cerchia di mura e bastioni, con due porte di ingresso, quella del Ponte, in corrispondenza del Ponte Vecchio, e quella di Tasano, che ancora oggi porta il nome del Tarlati.

### Dalla Repubblica Fiorentina al Granducato
Nel 1384 Arezzo viene venduta a Firenze dal capitano di ventura Enguerrand de Coucy, e Pieve Santo Stefano ne segue il destino amministrativo e politico, sottomettendosi volontariamente all'oligarchia fiorentina nel 1387.
Segue un lungo periodo di pace politica e sociale sotto la signoria medicea. Nel 1483 viene completata la terza cinta muraria, a inglobare il nuovo quartiere del "Borgo Maestro", che va dalla Porta di Tasano, sopra la quale viene edificato il nuovo palazzo vicariale, alla Porta Fiorentina. Seguono la Loggia del Grano, la Fonte del Tribunale (1511), e il monastero delle Clarisse francescane (1514)..
Nel 1520 il territorio di Pieve Santo Stefano è scorporato dalla diocesi di Città di Castello e aggregato alla nuova diocesi di Sansepolcro, della quale costituisce uno dei centri maggiori per numero di abitanti e di chiese.
Il 18 aprile del 1527 l’esercito di lanzichenecchi e spagnoli dell’Imperatore Carlo V d’Asburgo, guidate da Carlo di Borbone alla volta del sacco di Roma, valicando l’Appennino in numero di 35 000 unità, assedia Pieve Santo Stefano per cinque giorni, pur non riuscendo a prevalere sulle difese messe in campo dal vicario della Repubblica fiorentina Antonio Castellani. L'evento è riportato sia nell'"Istoria d’Italia" di Francesco Guicciardini che nella Storia fiorentina di Benedetto Varchi.
Nel 1589 l’arciprete Rodolfo Cupers istituisce un processo canonico che autentica venticinque miracoli compiuti da un’immagine della Vergine Maria, posta su una maestà rurale. Intorno ad essa, nel 1590, viene edificato con le oblazioni dei fedeli il santuario della Madonna dei Lumi, completato nel 1625. Durante la peste del 1631, l'8 di settembre, viene emesso un solenne voto di festeggiare in perpetuo la sua natività, ratificato dal cancelliere granducale a peste debellata. Nasce la tradizione della Festa della Madonna dei Lumi.
Nel 1600 Lucrezia Verzaia, detta "la Maiola", perché proveniente da Maiolo nel Ducato di Urbino, viene denunciata per stregoneria dal marito Batista di Lazzero. Essa è esperta nell'uso curativo di erbe e funghi, ed ha scoperto certe attività illecite del direttore dell'ospedale in cui lavora, Francesco Angeloni, probabile istigatore del marito. La Verzaia viene incarcerata e processata dalla Santa Inquisizione. Nonostante le violenze e le torture nega ogni accusa, ma sulla promessa degli inquisitori di farle rivedere il figlio in cambio della confessione, la donna cede e ammette di essere una strega, devota "anema e corpo" del gran diavolo Barbone. È condannata nel 1604 alla pubblica abiura e finisce i suoi giorni in carcere, senza rivedere mai il figlio. Le carte del suo processo fanno parte dell'Archivio Storico di Pieve Santo Stefano.
Durante il Granducato dei Lorena il granduca Pietro Leopoldo visita due volte Pieve Santo Stefano, nel 1777 (dal 16 al 18 settembre) e nel 1787 (16 maggio), occasione in cui si fa condurre sulla vetta del Poggio di Stantino per avere panorama delle sue terre.
Nel XIX secolo, nonostante il lento declino che interessa anche gli altri centri altotiberini, diviene un importante centro di mercato del bestiame, dove si allestiscono regolari fiere in cui vengono esposti presso il Campo alla Badia fino a mille animali vaccini.
Il 29 settembre del 1844 viene inaugurato il cantiere per la costruzione della Collegiata di Santo Stefano, ultimata nel 1881, in luogo dell’antica pieve intitolata al santo patrono.
Il 14 febbraio del 1855, dopo settimane di abbondanti piogge, neve, e alcune scosse di terremoto, una grande falda del Poggio di Belmonte, a sud di Pieve Santo Stefano, frana a valle, incontrando il Poggio di Stantino e ostruendo completamente il corso del Tevere. Il paese, subitamente evacuato, è allagato per i quattro quinti della sua altezza. La calamità distrugge grande parte dell’immagine originaria della struttura urbana. Si stimano anche perdute opere artistiche di rilevanza: una Misericordia di Piero della Francesca, una Natività del Ghirlandaio, una Santa Lucia di Luca Signorelli, due tavole di Pierino del Vaga raffiguranti gli angeli processionanti sulla maestà della Madonna dei Lumi, una di Santi di Tito che abbelliva la chiesa di San Francesco, alcune pitture della passione di Raffaellino del Colle e altre non precisate del Vasari. Il granduca Leopoldo II compie un sopralluogo sul posto in barca, e stanzia ingenti finanziamenti.

### Dall'Unità d'Italia alla distruzione tedesca
In seguito all'unificazione nazionale del 1861 Pieve Santo Stefano è annessa alla Provincia di Arezzo.
Il 3 novembre 1867 il tenente della Guardia Nazionale e patriota garibaldino Eduardo Corazzini, nato a Bulciano nel 1836 e fratello di Francesco, viene gravemente ferito nella battaglia di Mentana e muore dopo due mesi di sofferenze, il primo gennaio 1868, a Pieve Santo Stefano. A lui il Giosuè Carducci dedica la celebre poesia Per Eduardo Corazzini (Giambi ed Epodi), contenente la "scomunica" del poeta a papa Pio IX.
Nel 1874 si inaugura l’ospedale civile, nei locali dell’ex convento della Madonna dei Lumi.
Nel settembre del 1907 il poeta e scrittore Giovanni Papini sposa Giacinta Giovagnoli, di Bulciano. La sua villa bulcianese diviene un salotto letterario ospite di illustri personaggi, quali il poeta e pittore Ardengo Soffici, che vi compie una serie di affreschi, il poeta Giuseppe Ungaretti, il giornalista e scrittore Giuseppe Prezzolini, lo scrittore Domenico Giuliotti.
Il 6 febbraio del 1908 nasce a Pieve Santo Stefano Amintore Fanfani.
Durante la prima guerra mondiale centoquarantuno pievani dei cinquecento circa arruolati nell’esercito regio perdono la vita. Ai caduti viene dedicato il Parco delle Rimembranze, nel rione Rialto, e un monumento realizzato dalla scultore Aurili di Firenze, con epigrafe di Giovanni Papini, prima collocato nella piazza Santo Stefano, poi spostato nei giardini del Ponte Nuovo.

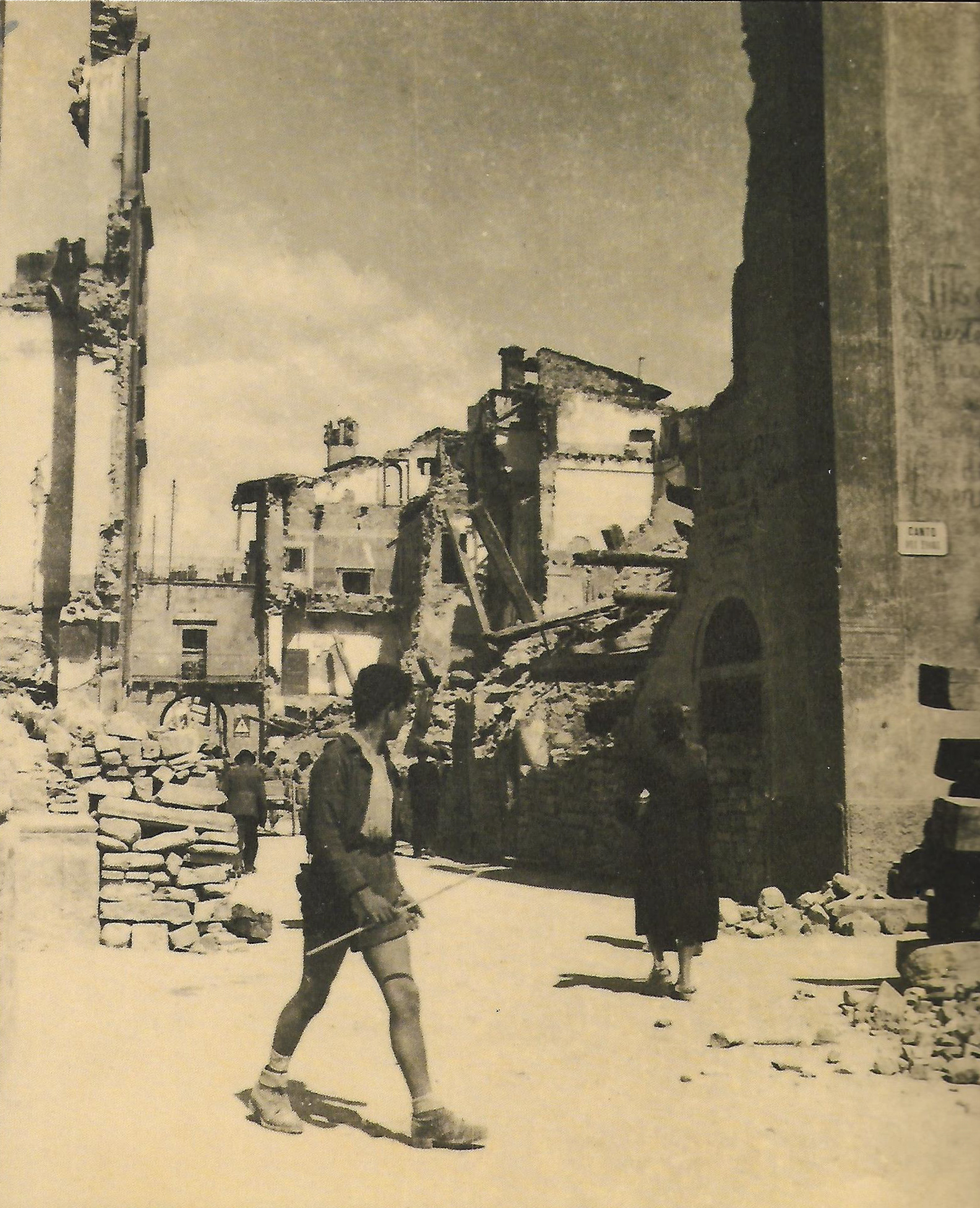
1944, il centro storico di Pieve Santo Stefano in macerie

Con il secondo conflitto mondiale si compie la distruzione sistematica dell’abitato di Pieve Santo Stefano. Il paese occupa parte integrante degli avamposti della Linea Gotica, iniziata a fortificare in loco nell'ottobre 1943 dall'organizzazione Todt. Nel giugno del '44 si registra una sostanziale recrudescenza della brutalità tedesca, con razzie, rastrellamenti, esecuzioni, tra cui l'eccidio sulla strada della Verna (14 giugno), in cui perdono la vita dieci persone. Nel mese di agosto, le truppe tedesche in ritirata, dopo aver deportato la popolazione in direzione della Romagna (5-6 agosto), minano e radono al suolo Pieve Santo Stefano. Al 31 agosto del 1944 la distruzione è completata: i ponti sul Tevere e il 99% degli edifici sono atterrati, il 95% del bestiame razziato e 1200 ettari di terreno sono minati. Sulle macerie rimangono intatte la Chiesa della Collegiata e la Madonna dei Lumi. Il 2 settembre giungono a Pieve Santo Stefano le prime pattuglie inglesi. L'8 settembre una carica ad orologeria fa saltare il Palazzo Comunale e la torre campanaria. Con la fine delle ostilità, la situazione di Pieve Santo Stefano è paragonabile solo a quella di Cassino, per rapporto non solo delle Autorità Militari Alleate ma anche dei governi inglese ed americano, che ne fanno esplicita menzione con loro organi attraverso radio e stampa. I cittadini superstiti prendono alloggio tra le rovine del paese, in rifugi di fortuna, o nelle poche case coloniche lasciate intatte nelle campagne. Quarantacinque persone muoiono ancora nello scoppio di mine di cui i tedeschi hanno disseminato il territorio.

### Ricostruzione ed età contemporanea
Nel 1964 viene costruita ex novo la frazione di Valdazze, su un progetto del cavaliere Silvio Giorgetti. In autunno Amintore Fanfani pubblica per Mondadori Una Pieve in Italia, storiografia del paese natale in chiave autobiografica.
Nel 1966 si sviluppa il polo industriale a sud di Pieve Santo Stefano, su iniziativa dell’ingegnere Egidio Capaccini, fondatore di Tratos.
Nella fine degli anni settanta viene ultimata la costruzione della strada di grande comunicazione E45, che collega Orte a Ravenna e costituisce il principale percorso alternativo all’Autostrada del Sole tra Roma e nord-est Italia.
Nel 1977, presso la frazione di Madonnuccia, iniziano i lavori per la realizzazione della Diga di Montedoglio, che hanno compimento nel 1993, dando origine al lago di Montedoglio, il più esteso della regione Toscana.
Nel 1984 il giornalista e scrittore Saverio Tutino fonda l’Archivio Diaristico Nazionale.

### Simboli
Lo stemma di Pieve Santo Stefano è antico: già dai secoli XVII-XVIII è documentato un emblema che raffigura un ponte di tre archi sulle acque del Tevere, affiancato da due alte torri. Nell'Ottocento venne aggiunta sul ponte la figura del patrono santo Stefano, tenente nella mano destra una bandiera, la cui figura si ritrova in alcuni antichi sigilli.
dell’opera sormontata dalla figura del protomartire Stefano, patrono
della comunità. Il santo sosteneva con la mano sinistra l’antica bandiera del Comune, di colore turchino.»
(Gian Piero Pagnini, Stemmi e gonfaloni della Toscana)
Il gonfalone è un drappo di azzurro.

### Onorificenze
Pieve Santo Stefano è tra le città decorate al valor militare per la guerra di liberazione, insignito il 7 marzo 1957 della croce di guerra al valor militare per i sacrifici delle sue popolazioni e per l'attività nella lotta partigiana durante la seconda guerra mondiale:

## Monumenti e luoghi d'interesse

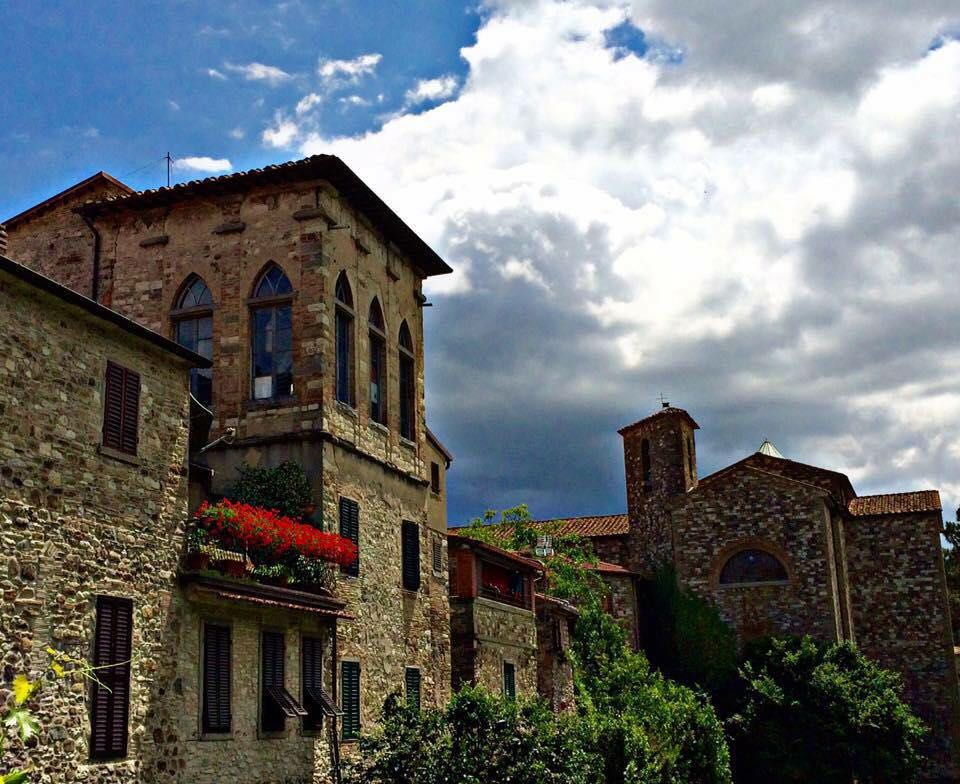
Abitazioni in via Tiberina, absidi e campanile della Collegiata

- Collegiata di Santo Stefano: conserva, tra altre opere, una Assunzione di Maria tra Santi; San Sebastiano alla colonna. Bottega di Andrea Della Robbia.
- Santuario della Madonna dei Lumi
- Eremo di Cerbaiolo
- Eremo della Madonna del Faggio
- Mignano (Castello)
- Chiesa di Sant'Andrea della Torre
- Chiesa dei Santi Pietro e Paolo a Valsavignone: Madonna con Bambino tra i Santi Pietro e Clemente Papa, bottega Della Robbia.
- Bulciano, "Croce del Papini"
- Tempietto di Santa Maria del Colledestro
- Chiesa di Santa Maria della Pace
- Chiesa di San Lorenzo a Baldignano
- Chiesa di San Bartolomeo a Madonnuccia, nella quale è conservata una tela con l'Immacolata Concezione con i Santi Bartolomeo e Giuseppe di Francesco Cungi, proveniente dall'altare maggiore dell'Abbazia di San Bartolomeo a Succastelli.[26]
- Palazzo Comunale. Custodisce, nella "Sala del Consiglio": Gesù e la Samaritana al pozzo, Girolamo Della Robbia. Stemmi, bottega Della Robbia.
- Castello di Brancialino
- Teatro Comunale "Giovanni Papini"
- Lago di Montedoglio

### Cammino di san Francesco
Pieve Santo Stefano rappresenta l'approdo della prima tappa del cammino francescano (percorso ufficiale del Ministero dei beni e delle attività culturali e del turismo "Via di Francesco", "Cammino di Francesco", "The Way of St. Francis" e "Di qui passò Francesco") che partendo dal Santuario della Verna giunge ad Assisi.
Il percorso della prima tappa, segnato dal caratteristico simbolo "Tau", dal Santuario francescano (1128 m) conduce presso la Croce della Calla (1140 m) e quindi si arrampica fino al punto più alto del cammino, il Monte Calvano (1254 m). Prosegue in direzione sud-est sul Passo delle Pratelle (1075 m) e sul monte della Modina (1181 m), dal quale digrada fino ai 433 m.s.l.m di Pieve Santo Stefano.
Da Pieve Santo Stefano giunge a Sansepolcro, nella seconda tappa del cammino, passando per l'eremo di Cerbaiolo, la riserva naturale Alpe della Luna, Pian della Capanna, La Spinella e il convento di Montecasale.

### Aree naturali
- Riserva Naturale Alta Valle del Tevere-Monte Nero
- Riserva Naturale Alpe della Luna
- Riserva Naturale Bosco di Montalto
- ANPIL Serpentine di Pieve Santo Stefano
- Riserva Naturale Statale Formole
- Riserva Statale Poggio Rosso
- Riserva Naturale Statale Fungaia

## Società

### Struttura della popolazione

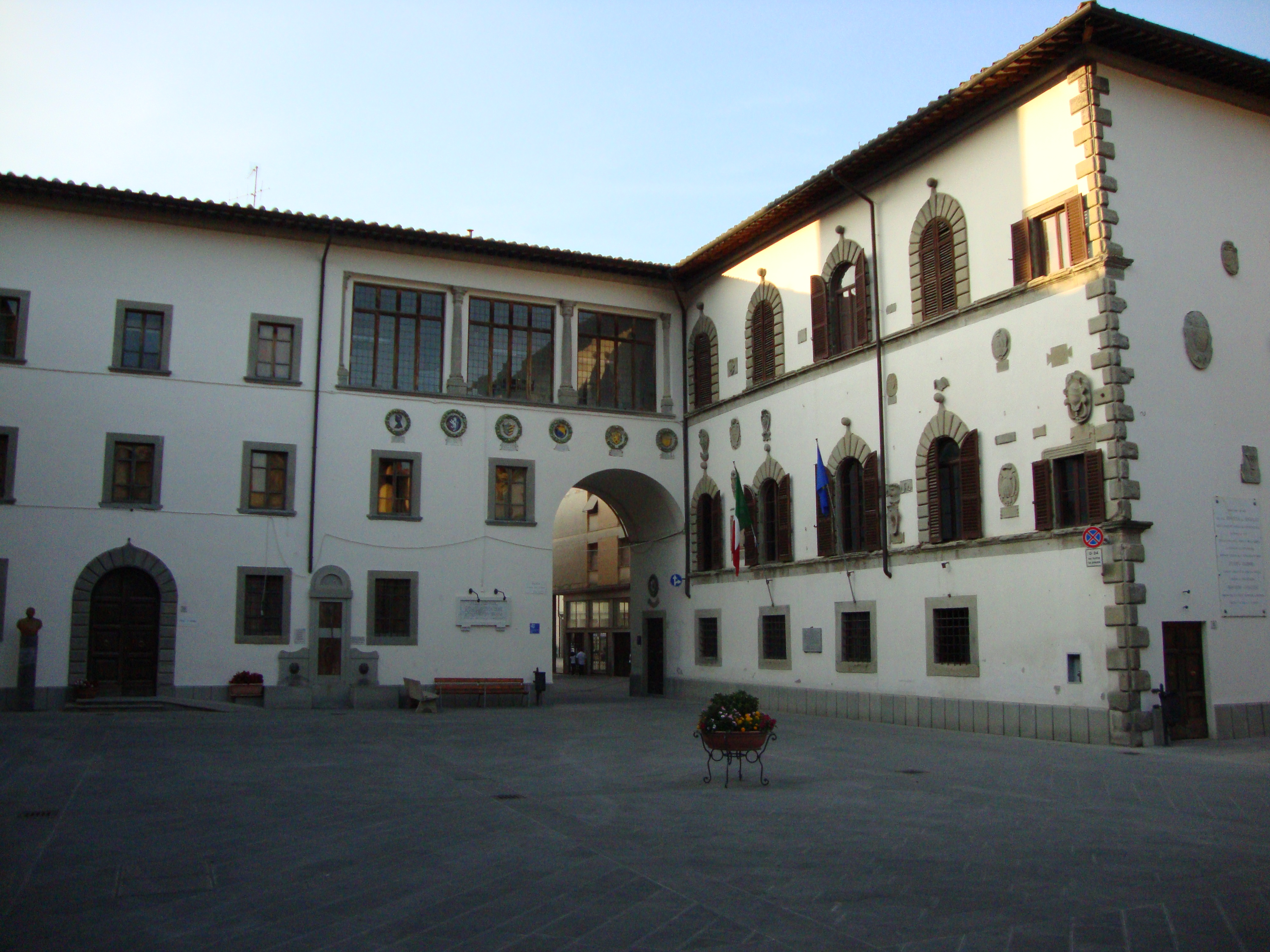
Palazzo Comunale

Secondo quanto suggerito dagli indicatori ISTAT a fine 2011, Pieve Santo Stefano presenta un quadro demografico improntato su un elevato indice di vecchiaia (208,8 anziani ogni 100 giovani, contro la media italiana di 148,7), dovuto al progressivo incremento della popolazione in età anziana, alla riduzione di quella in età giovanile, e all’aumento della sopravvivenza. Parallelamente crescono gli indicatori sull'incidenza di residenti stranieri, dall'11,4 del 1991(quota per mille rispetto al totale dei residenti) al 95,6 del 2011, e sull'incidenza dei minori stranieri, dal 5,3% sul totale degli stranieri residenti, al 28,2%. L'ampiezza media delle famiglie è in linea con il dato nazionale (2,4 componenti).

### Evoluzione demografica
La popolazione al 1 gennaio 2021 è di 3 015 persone, con una variazione sull'anno precedente del -1,95%. Abitanti censiti

### Etnie e minoranze straniere
I cittadini stranieri presenti nel comune di Pieve Santo Stefano al 31 dicembre 2016 sono 335. Le nazionalità maggiormente rappresentate in base alla loro percentuale sul totale della popolazione residente (3156 abitanti) sono:
- Marocco 105 (3,32%)
- Romania 58 (1,83%)
- Cina 37 (1,17%) 2022+14
- Macedonia del Nord 36 (1,14%)

## Cultura

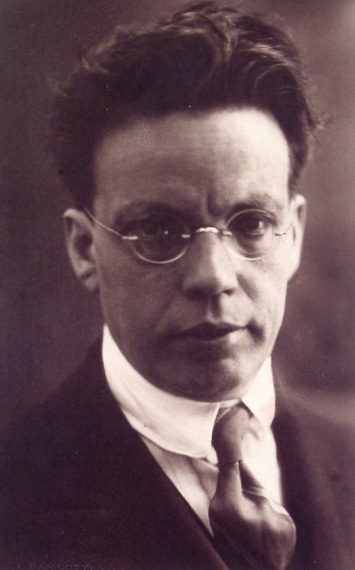
Giovanni Papini, illustre cittadino

Il 25 agosto del 1867 il poeta Giosuè Carducci compone a Pieve Santo Stefano l’ode Agli amici della Pieve, poi divenuta Agli amici della valle Tiberina, che finirà nella raccolta "Giambi ed epodi", insieme al famoso epodo Per Eduardo Corazzini, patriota garibaldino pievano morto per le ferite riportate nella battaglia di Mentana del 1867.
Soldato semplice del 19º Reggimento di fanteria impiegato nel Carso, il poeta Giuseppe Ungaretti era solito trascorrere i brevi periodi di licenza presso l'abitazione dell'amico commilitone Carlo Piccioli, a Pieve Santo Stefano. Da lì, a fine luglio del 1917, raggiunge l'amico Giovanni Papini, che lo avrà ospite nella sua villa di Bulciano. Quel breve periodo di villeggiatura è foriero di ispirazione per il poeta, che vi concepisce le liriche Nostalgia, Rosa fiammante, Vanità, Convalescenza in gita in legno, La melodia delle gole dell’orco, Tepida vaga mattina e Dal viale di valle. In quest’ultima v’è ritratto il suo arrivo nella valle di Pieve:
(Giuseppe Ungaretti, "Dal viale di valle" (Allegria di naufragi))
La Banda musicale di Pieve Santo Stefano (oggi Filarmonica Ermanno Brazzini) ha un'origine antichissima: il 10 giugno del 2017 ha festeggiato i suoi 300 anni.

### Istruzione
Istituto Omnicomprensivo "Amintore Fanfani – Alberto Maria Camaiti”
- Asilo Nido "Il Piccolo Re dei Fiori"
- Sezione Primavera “I Cuccioli”
- Scuola dell’Infanzia “Poggiolino delle Viole”
- Scuola Primaria “Carlo Salvetti”
- Scuola Secondaria di I Grado “C.T. Crudeli”
- Istituto Tecnico Agrario “A.M. Camaiti”
- Istituto Professionale Forestale “A.M. Camaiti”

#### Musei
- Archivio Diaristico Nazionale
- Piccolo museo del diario

#### Istituzioni culturali

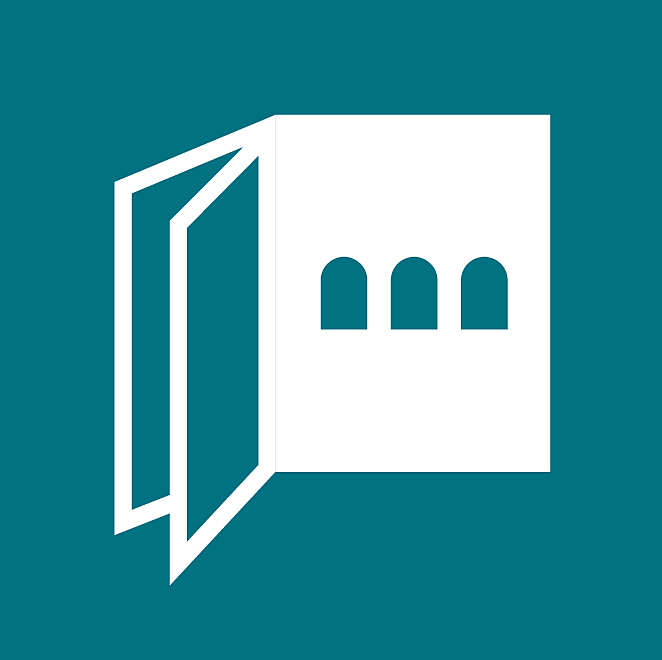
Logo della Fondazione Archivio Diaristico Nazionale

- Fondazione Archivio Diaristico Nazionale (occupa il primo posto nella classifica delle Istituzioni Culturali di rilievo regionale nel quinquennio 2018-2022, a pari merito con l'Accademia della Crusca, il Gabinetto Scientifico letterario G.P. Vieusseux e il Museo Galileo - Istituto e Museo di Storia della Scienza[42])
- Centro di Documentazione della Civiltà Contadina "Dina Dini"
- Biblioteca Comunale, dove è possibile visitare un'esposizione permanente di libri fatti a mano.
- Biblioteca Pannilunghi-Fontana

### Cucina
I piatti della tradizione culinaria pievana sono tutti di origine contadina, una cucina cosiddetta “povera”. Ne fanno parte:
:
- il raviolo di patata fritto (patate, farina, uova, formaggio, sale, noce moscata, ricotta)
- la panina (pane arricchito preparato con uova, farina, uvetta, unto di maiale, sale, pepe, lievito di birra, zucchero).
- l'uovo strapazzato al fungo prugnolo (prugnoli rosolati con aglio e olio, uova appena sbattute, sale).
- la frittata di vitalbe (cime di vitalbe, olio, burro, uova, sale).
- la ciaccia con la ricotta (schiacciata preparata con farina, unto di maiale, sale, pepe, ricotta).
- il baldino (dolce fatto con farina bianca, latte, olio, sale, scorza di arancia grattugiata, zucchero).
- la polenta unta e incaciata (farina gialla, pancetta, sale, pepe, alloro, formaggio).
- il pievotto (biscotto a base di farina, uovo, zucchero, burro, lievito, scorza di limone grattugiata, latte).
- il pancristiano (pane cotto a legna imbevuto di uova, salato e impepato moderatamente, rosolato nell’unto).
- la crostata di noci e alchermes (pastafrolla, noci tritate, alchermes, zucchero, chiare montate).
- gli zuccherini di legno (uova, farina, sale, olio, anice, zucchero).

### Eventi
Festa della Madonna dei Lumi
La Festa della Madonna dei Lumi è una solenne festività popolare di carattere religioso che si celebra in onore della Madonna dei Lumi ogni 7 e 8 settembre. Ha origine durante la peste del 1631.
Nel 1589 la popolazione si riunisce intorno a un'immagine della Madonna, ospitata da una maestà rurale posta al limitare del paese. Secondo la tradizione schiere di angeli recanti torce luminose vengono visti corteggiare processionalmente sopra di essa, e in molti che le sono devoti sostengono di esserne stati miracolati. L'arciprete Rodolfo Cupers istituisce regolare processo canonico e autentica venticinque miracoli. Il primo maggio del 1590, con deliberazione del Granduca Ferdinando I de' Medici, viene posta la prima pietra del Santuario che custodisce la portentosa immagine, da quel momento venerata con il nome di Vergine SS. Dei Lumi. Il Santuario della Madonna dei Lumi è consacrato con solenne cerimonia il 10 ottobre del 1627, dal vescovo di Sansepolcro Monsignor Filippo Salviati.
L'8 settembre del 1631, la popolazione, decimata dal contagio della grande epidemia di peste, si rivolge alla sua protettrice affinché possa sollevarla dal terribile flagello, emettendo pubblico voto, per mano del vicario granducale Piero Strozzi, di festeggiare in perpetuo la sua festa, il giorno della natività mariana. Dopo circa un mese la peste esce dalle mura paesane e il voto viene ratificato dal cancelliere granducale Bartolomeo Magi d'Anghiari, il 21 settembre 1632.
Nel 1717 la sacra icona è incoronata dal vescovo Lorenzo Tilli, "allo sparo di mortari, a suon di banda"; rilucono luminarie sul Santuario, per le vie del paese e sulla piazza, dove viene incendiata "una bene intesa e costrutta macchina di fuochi artificiali", secondo un canone immutato nei secoli.
Premio Pieve Saverio Tutino
Pieve Santo Stefano ospita l'Archivio Diaristico Nazionale, in cui vengono raccolti, conservati e disposti alla pubblica fruizione più di 10000 diari, memorie autobiografiche, epistolari, provenienti da tutta Italia. Ogni anno le scritture autobiografiche inedite pervenute all'Archivio sono esaminate da una commissione di lettura, che ne valuta la genuinità originale, e ne seleziona otto che partecipano alla fase finale, tradizionalmente celebrata nel mese di settembre. Essa si svolge al culmine di una kermesse di tre giorni, un festival della memoria con dibattiti, spettacoli dal vivo, presentazioni di libri, letture di memorie, performance teatrali e musicali, al termine del quale una Giuria Nazionale decreta l'opera vincitrice del "Premio Pieve Saverio Tutino".
Nell'ambito delle manifestazioni ufficiali del premio dei diari, l'Archivio Diaristico Nazionale assegna anche il "Premio Speciale Giuseppe Bartolomei", il "Premio per il miglior manoscritto originale", e i riconoscimenti "Premio Città del Diario" ("a personalità del panorama culturale che si sono particolarmente distinte per il loro lavoro sulla memoria") e "Premio Tutino Giornalista".
Il Premio Pieve nasce nel 1985, e dal 2012 porta anche il nome del fondatore dell'Archivio Diaristico Nazionale, il giornalista e scrittore Saverio Tutino.
Palio dei Lumi

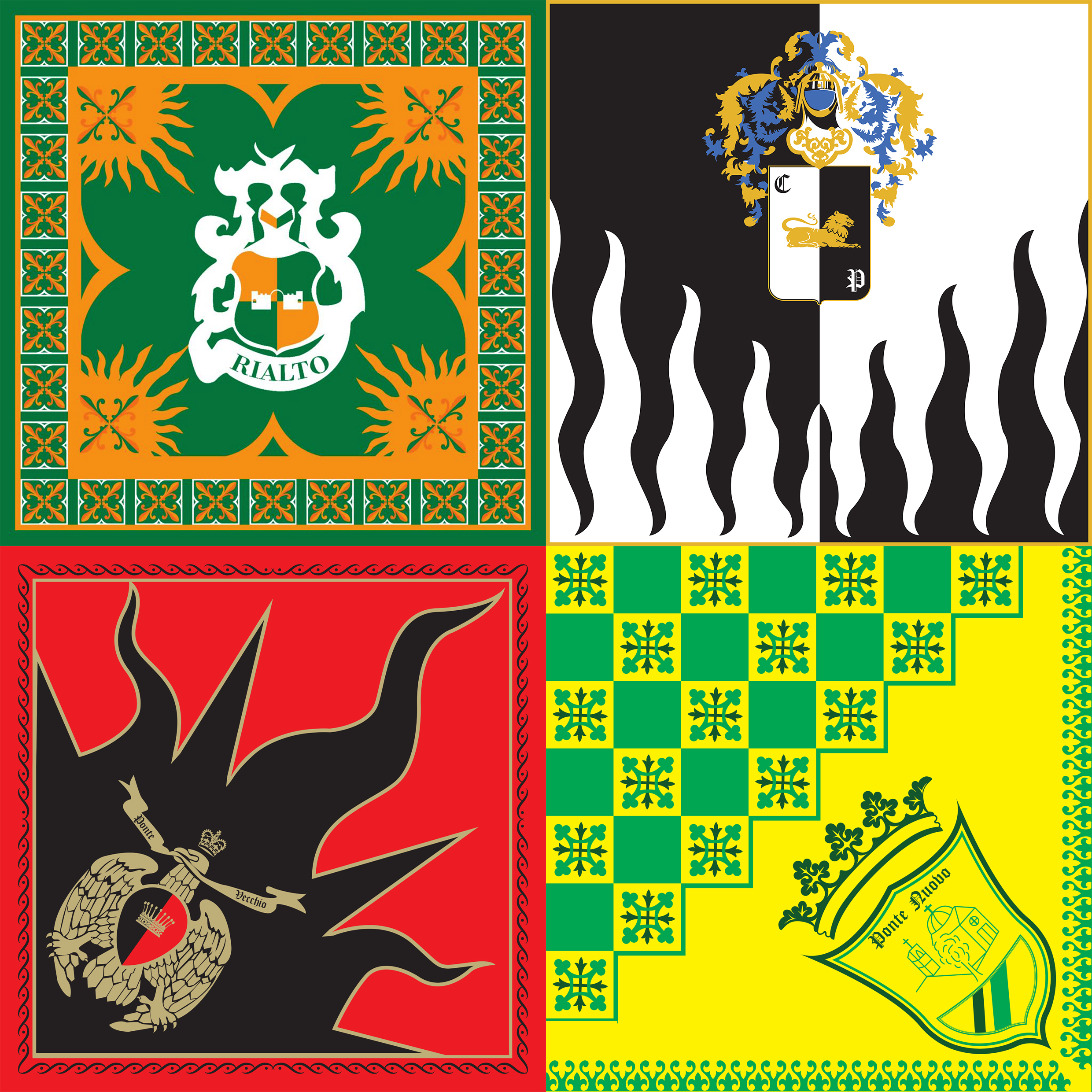
I quattro Rioni di Pieve Santo Stefano: Rialto, Centropaese, Ponte Vecchio, Ponte Nuovo.

Il palio disputato in onore della Madonna dei Lumi ha origine nel 1978 a margine di una rievocazione storica risalente alla fine del 1700. Era conteso attraverso una corsa, probabilmente su cavalli, e la prima testimonianza scritta dell'evento risale al 1770. La tradizione, decaduta, è stata ripresa in epoca moderna, assumendo la dicitura ufficiale di "Palio dei Lumi". Esso viene disputato tra i quattro Rioni di Pieve Santo Stefano (Centropaese, Rialto, Ponte Vecchio, Ponte Nuovo) in un torneo di calcio storico toscano, o calcio in costume. L'evento si lega alla rievocazione storica dell'assedio dei lanzichenecchi del 1527, anno in cui l'esercito dell'imperatore Carlo V, capitanato da Carlo di Borbone in numero di trentacinquemila unità tra spagnoli e lanzichenecchi, pose l'assedio alle mura del castello di Pieve Santo Stefano, senza tuttavia prevalere sulle fiere difese organizzate dal vicario della Repubblica Fiorentina Antonio Castellani. Il fatto d'armi si collega idealmente all'assedio di Firenze (1529-1530), ad opera dello stesso esercito dell'imperatore d'Asburgo, intenzionato dopo il sacco di Roma a ripristinare il potere dei Medici nella Repubblica. Proprio durante l'assedio di Firenze, il 17 febbraio 1530, si giocò la celebre partita di calcio storico alla quale l'odierna rievocazione fiorentina e pievana si ispirano.
Befani
I Befani sono un gruppo di musici e stornellatori dell’antica tradizione contadina, vestiti con pastrani di lana grossa e “cappellacci dalla tesa spiovente, ornati con penne di gaggia colorate”, che un tempo giungevano nelle abitazioni delle famiglie ad annunciare l’Epifania, accettando le offerte in denaro e molto più spesso in natura che venivano loro largite. Oggi i Befani portano la buona novella della nascita di Gesù Bambino per le strade, le piazze, le botteghe del paese, con il loro canto fatto messaggio di pace e fraternità universali, e narrazione rimata dei fatti dell’attualità mondana.

## Economia
Gli indicatori ISTAT di fine 2011 segnano un tasso di disoccupazione comunale al 7,1%, a differenza dell'8,1 toscano e dell'11,4 italiano. L'incidenza occupazionale nel settore agricolo si attesta al 9% del totale degli occupati (12,6% nel 1991), nel settore industriale al 33,7% (39,9% nel 1991), nel settore terziario extracommercio al 38,1% (31,4%nel 1991) e nel settore commercio al 19,3% (16,1% nel 1991). La mobilità occupazionale fuori dal comune di residenza è del 50,1%, su un valore nazionale dell'85,7%.

### Artigianato
Quella della lavorazione al tombolo è un’arte profondamente radicata nella cultura pievana, un tempo praticata per le vie del paese, come momento sociale, e anche in sede privata, per finalità economiche. Dopo la distruzione arrecata dalla seconda guerra mondiale, l'opera delle merlettaie formatesi alla scuola Santo Stefano della contessa Yole Lamponi ha contribuito attivamente alla rifondazione dell'economia pievana. Oggi la tradizione è portata avanti da gruppi di lavoro e da mostre sulla storia del merletto su tombolo a Pieve Santo Stefano, con esposizione di manufatti d’epoca. Un’arte che ha saputo recuperare la tradizione adeguandola alla modernità, con attività specializzate nei disegni su cartoncino per il merletto a fuselli, e sulla sperimentazione di motivi astratti per gioielli e capi d’alta moda.

## Amministrazione
Di seguito è presentata una tabella relativa alle amministrazioni che si sono succedute in questo comune.
| Periodo        | Periodo        | Primo cittadino      | Partito                        | Carica  | Note   |
| -------------- | -------------- | -------------------- | ------------------------------ | ------- | ------ |
| 18 giugno 1985 | 2 giugno 1990  | Albano Bragagni      | lista civica                   | Sindaco | [ 51 ] |
| 2 giugno 1990  | 24 aprile 1995 | Albano Bragagni      | -                              | Sindaco | [ 51 ] |
| 24 aprile 1995 | 14 giugno 1999 | Albano Bragagni      | centro-destra                  | Sindaco | [ 51 ] |
| 14 giugno 1999 | 14 giugno 2004 | Albano Bragagni      | centro-destra                  | Sindaco | [ 51 ] |
| 14 giugno 2004 | 8 giugno 2009  | Lamberto Palazzeschi | centro-sinistra                | Sindaco | [ 51 ] |
| 8 giugno 2009  | 26 maggio 2014 | Albano Bragagni      | lista civica                   | Sindaco | [ 51 ] |
| 26 maggio 2014 | 27 maggio 2019 | Albano Bragagni      | lista civica Insieme per Pieve | Sindaco | [ 51 ] |
| 27 maggio 2019 | in carica      | Claudio Marcelli     | lista civica Insieme per Pieve | Sindaco | [ 51 ] |

### Gemellaggi
Pieve Santo Stefano è gemellato dal 30 marzo 2006 con La Roca del Vallès (Spagna ), sede dell'"Arxiu de la memòria popular"

## Sport
Cronoscalata Lo Spino
È una competizione automobilistica in salita. Nasce nel 1965 e si disputa sul percorso della statale provinciale 208 che da Pieve Santo Stefano conduce a Chiusi Della Verna. Ha ospitato per molto tempo il Campionato Automobilistico Velocità Montagna, e successivamente l'International Hill-Climb Challenge, impegnando nella sua storia piloti al vertice della categoria, come Mauro Nesti, Ezio Baribbi. La gara è valida per il Campionato Italiano Velocità Salita Auto Storiche e il Campionato Italiano Velocità Montagna motociclistico.
- Calcio: Polisportiva Sulpizia, fondata nel 1925. Milita in prima categoria umbra e gioca le partite casalinghe allo Stadio Comunale Egidio Capaccini.
- Pallavolo: ASD Volley Revolution Pieve Santo Stefano.